# بطليموس الثالث عشر

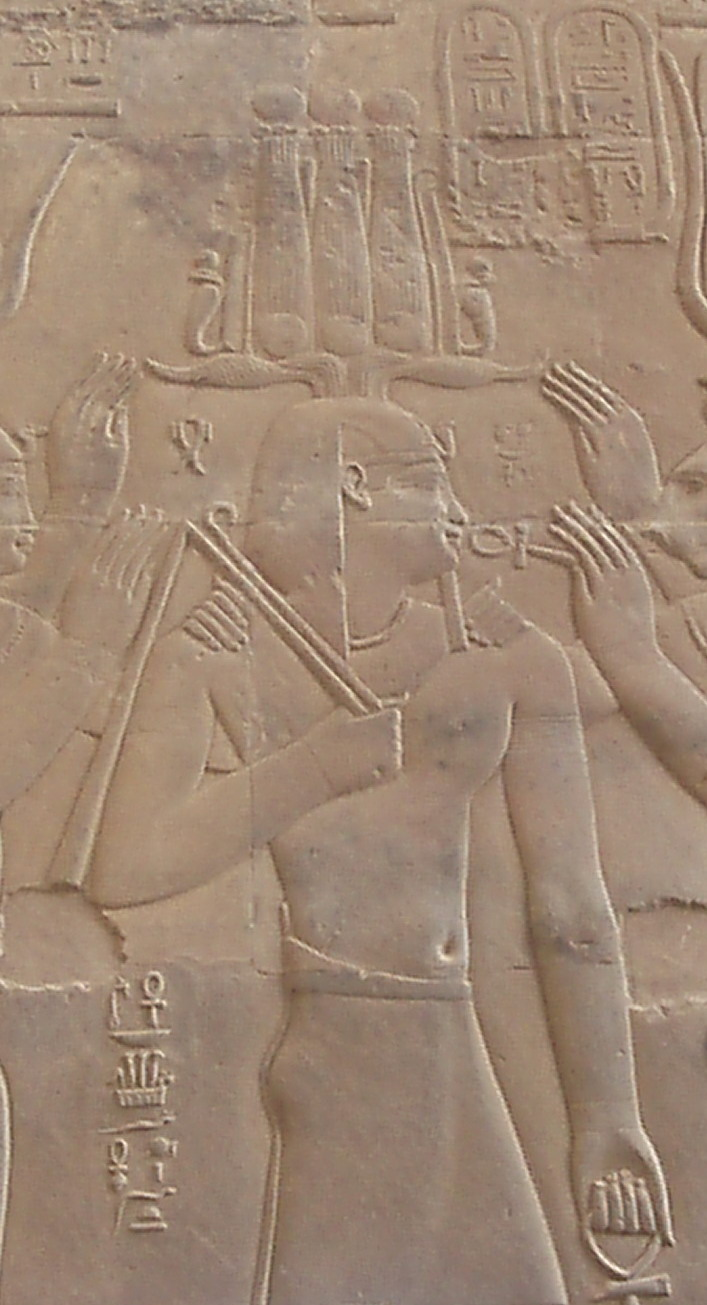
من معبد كوم أمبو نحت بارز للملك بطليموس الثالث عشر

بطليموس الثالث عشر (ولد حوالي عام 62 قبل الميلاد وتوفي في 13 يناير 47 قبل الميلاد)، كان فرعون مصر من 51 إلى 47 ق.م، وأحد آخر أعضاء الأسرة البطلمية (305-305- 30 قبل الميلاد). وهو ابن بطليموس الثاني عشر وشقيق كليوباترا السابعة وشريكها في الحكم. تسبب خروج كليوباترا من مصر في اندلاع حرب أهلية بين الفراعنة. وحكم بطليموس فيما بعد بالاشتراك مع أخته الأخرى أرسينوي الرابعة.

## حياته
والده هو الفرعون المصري بطليموس الثاني عشر (حكم 80-58 قبل الميلاد و55-51 قبل الميلاد)، خلف بطليموس الثالث عشر والده كفرعون للمملكة البطلمية في ربيع عام 51 قبل الميلاد عن عمر يناهز 11 عامًا. وكان والده قد اشترط أن يتزوج بطليموس الثالث عشر من أخته الكبرى كليوباترا (حكمت من 51 إلى 30 قبل الميلاد)، وأن يحكما معًا كحكام مشاركين. في أكتوبر 50 قبل الميلاد، ترقى بطليموس الثالث عشر إلى منصب حاكم كبير إلى جانب كليوباترا، على الرغم من أن بوثينوس كان بمثابة الوصي عليه.
في ربيع عام 48 قبل الميلاد، حاول بطليموس الثالث عشر وبوثينوس عزل كليوباترا بسبب زيادة نفوذها كملكة، إذ ظهر وجهها على العملات المسكوكة، بينما حُذف اسم بطليموس الثالث عشر من الوثائق الرسمية. كان بطليموس ينوي أن يصبح الحاكم الرئيسي بمساعدة بوثينوس الذي كان يدعمه بشكل خفي من وراء العرش.
نشبت خلافات على الحكم بين الشقيقين وفي ذلك الوقت كان هناك حرب أهلية في روما انتهت بتولية يوليوس قيصر الحكم . وقد حاول كل من الملكين المتنازعين - بطليموس الثالث عشر وكليوباترا السابعة - ضم يوليوس قيصر إلى صفه باعتباره إمبراطور أكبر قوة عظمى في ذلك الوقت. و تزوج يوليوس قيصر كليوباترا وحارب ضد أخيها بطليموس الثالث عشر . في ذلك الوقت حرقت مكتبة الإسكندرية القديمة بالخطأ وسط الحرب التي انتهت بتولية كليوباترا السابعة الحكم ومقتل أخيها.